# Heilig-Kreuz-Kirche (Böckingen)

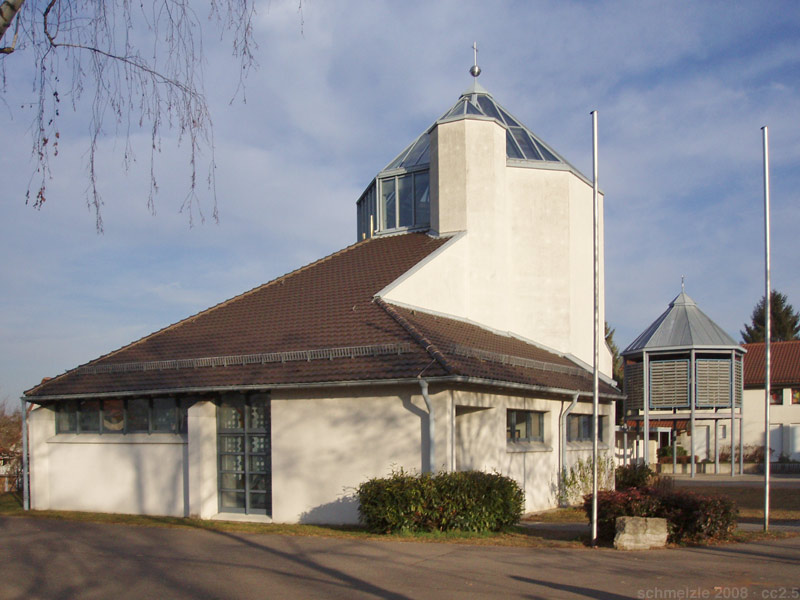
Heilig-Kreuz-Kirche

Die Heilig-Kreuz-Kirche ist eine katholische Pfarrkirche in der zum Heilbronner Stadtteil Böckingen gehörenden Kreuzgrund-Siedlung. Die 1991 geweihte Kirche hat ein älteres Bauwerk aus den 1950er Jahren ersetzt.

## Geschichte
Eine erste Heilig-Kreuz-Kirche wurde als Filialkirche von St. Kilian (Böckingen) von dem Heilbronner Architekten Rudolf Gabel entworfen, ab Oktober 1953 gebaut und am 18. Juli 1954 von Generalvikar Dr. Hagen eingeweiht. Anfangs wurde der Kirchenraum tagsüber noch als Kindergarten benutzt, weswegen die Kirche bei ihrer Einweihung nur benediziert wurde. Nachdem der Kindergarten ein benachbartes Grundstück bezogen hatte, erfolgte anschließend die Weihe der Kirche. Seit 1980 bildet die Heilig-Kreuz-Kirche gemeinsam mit der St.-Johannes-Kirche in Frankenbach eine eigene Pfarrei. Das Sakralgebäude wurde 1992 zugunsten eines neuen Gemeindehauses abgebrochen. Ein Neubau der Kirche erfolgte ab 1990 auf einem benachbarten Grundstück nach dem Entwurf der Architekten Perlia, Schliebitz, Schwarz aus Stuttgart und wurde am 8. Dezember 1991 eingeweiht.

## Beschreibung

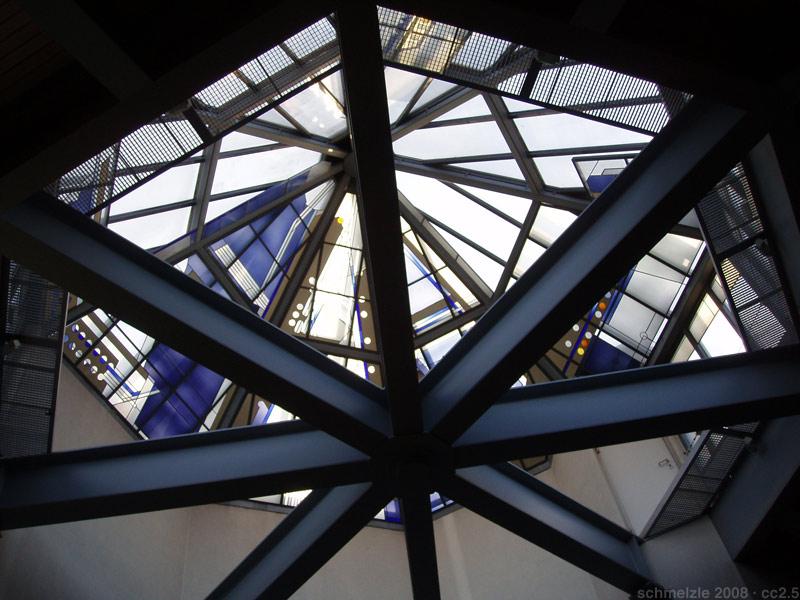
Blick in den Chorturm

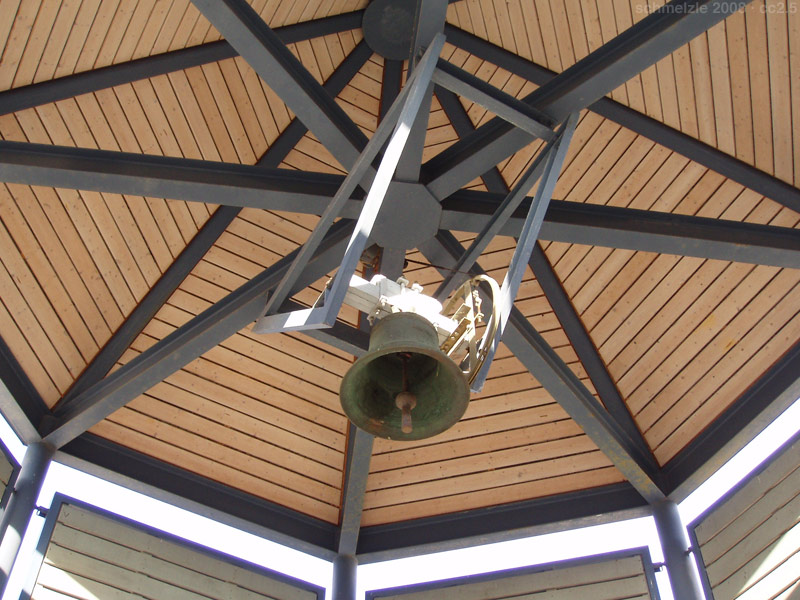
Blick in den Glockenturm

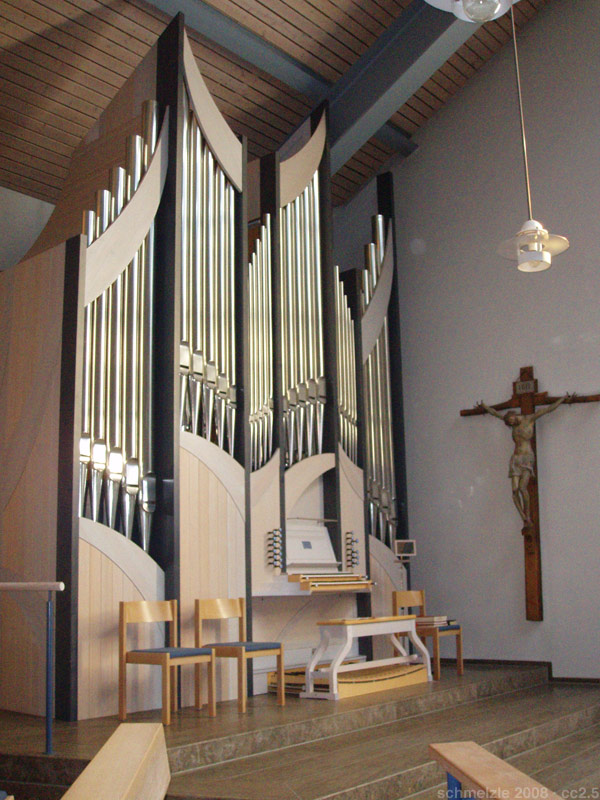
Orgel und altes Kreuz

Das 1991 geweihte Bauwerk wird von oktogonalen Formen bestimmt. Bereits der Innenraum weist eine achteckige Form auf. Der als Turmchor ausgebildete Altarraum ist ebenfalls oktogonal eingefasst, wobei dem achteckigen Chorturm mit Glasdach ein kleiner ebenfalls oktogonaler Turm angefügt ist. Der niedrige freistehende Glockenturm ruht auf acht Metallpfeilern und hat ebenfalls den Grundriss eines Achtecks. Sowohl im Chorturm als auch im Glockenturm bilden die stählernen Verstrebungen jeweils ein achtschenkliges Kreuz unterhalb der jeweiligen Überdachung.
Die überwiegend in Weiß- und Blautönen gehaltenen Kirchenfenster der Außenwände wurden von Michael Münzer gestaltet und weisen abstrakte Formensprache mit an Lochstreifen erinnernden Bändern aus kleinen Kreisen auf. Das horizontale Fensterband der Nordseite kontrastiert dabei mit vertikal angeordneten Fenstern am Altar und einem der Eingänge. Auch das Glasdach des Chorturms ist künstlerisch ausgestaltet.
Der Altar wurde wie auch das Tabernakel, das Taufbecken und der Ambo aus Basaltlava gefertigt. Hinter ihm befindet sich ein Wandrelief, das einen aus dem Kreuz entspringenden Lebensbaum zeigt. Neben der 2002 geweihten Orgel ist außerdem das bereits im Vorgängerbauwerk befindliche alte Altarkreuz angebracht.

## Orgel
Die Orgel wurde 2002 von der Orgelbaufirma Seifert (Kevelaer) Seifert erbaut. Das Instrument hat 16 Register. Das gesamte Nebenwerk wird über Wechselschleifen aus dem Hauptwerk extrahiert. Die Spiel- und Registertrakturen sind mechanisch.
| I Hauptwerk C–g3 |                     |        |
| 1.               | Prinzipal           | 8′     |
| 2.               | Rohrgedeckt         | 8′     |
| 3.               | Holzflöte           | 8′     |
| 4.               | Gambe               | 8′     |
| 5.               | Octave              | 4′     |
| 6.               | Hohlflöte           | 4′     |
| 7.               | Nasard              | 2 ⁄3′  |
| 8.               | Octave              | 2′     |
| 9.               | Waldflöte           | 2′     |
| 10.              | Terz                | 1 3⁄5′ |
| 11.              | Quinte (aus Nr. 12) | 1 ⁄3′  |
| 12.              | Mixtur IV           | 1 ⁄3′  |
| 13.              | Trompete            | 8′     |
|                  | Tremulant           |        |

| II Nebenwerk C–g3 |                     |        |
| 14.               | Rohrgedeckt (Nr. 2) | 8′     |
| 15.               | Gambe (Nr. 4)       | 8′     |
| 16.               | Hohlflöte (Nr. 6)   | 4′     |
| 17.               | Nasard (Nr. 7)      | 2 ⁄3′  |
| 18.               | Waldflöte (Nr. 9)   | 2′     |
| 19.               | Terz (Nr. 10)       | 1 3⁄5′ |
| 20.               | Trompete (Nr. 13)   | 8′     |

| Pedal C–f1 |           |     |
| 21.        | Subbass   | 16′ |
| 22.        | Octavbass | 8′  |
| 23.        | Posaune   | 16′ |

- Koppeln:
  - Normalkoppeln: II/I, I/P, II/P
  - Suboktavkoppeln: II/I

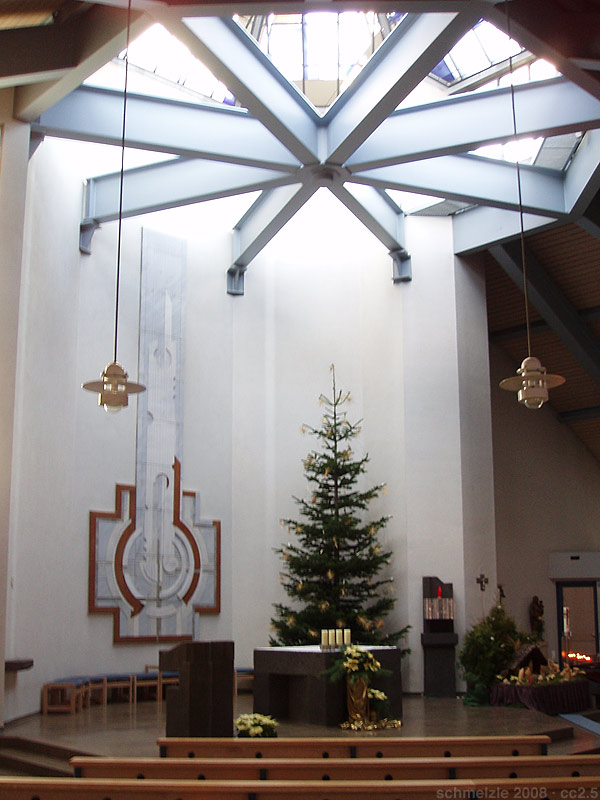
Altarraum
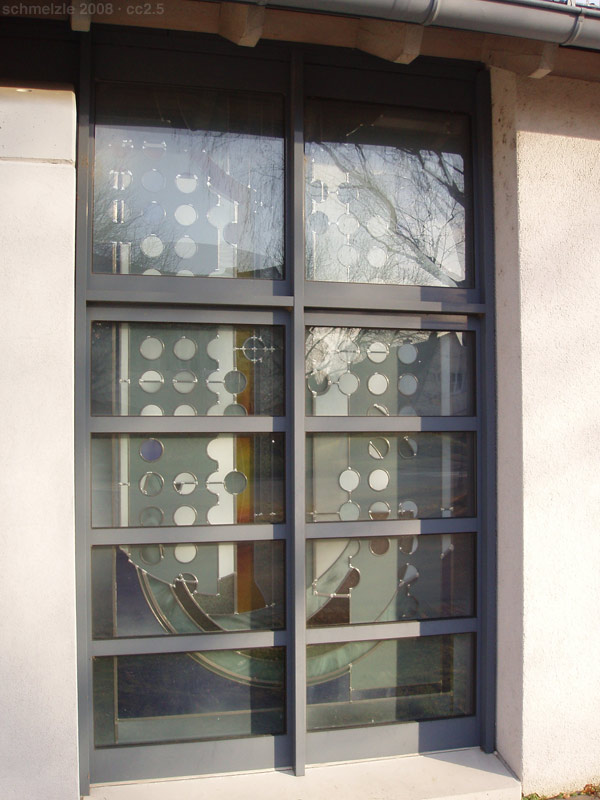
Glasfenster von außen